# زرین‌تاج پولکی
زرین‌تاج پولکی(نام علمی: Papilio elephenor) نام یک گونه از سرده پروانه‌های پاپیلیو است.